# ستيغ إنغي بيورنبيي
ستيغ إنغي بيورنبيي (مواليد 11 ديسمبر 1969) هو لاعب كرة قدم. يلعب مع منتخب النرويج لكرة القدم. سبق له أن لعب في كأس العالم لكرة القدم مع منتخب بلاده.

## روابط خارجية
- ستيغ إنغي بيورنبيي على موقع IMDb (الإنجليزية)

- ستيغ إنغي بيورنبيي على موقع الاتحاد الدولي (مؤرشف)  (الإنجليزية)
- ستيغ إنغي بيورنبيي على موقع الاتحاد الأوربي (الإنجليزية)
- ستيغ إنغي بيورنبيي على موقع اتحاد النرويج (النرويجية)
- ستيغ إنغي بيورنبيي على موقع قاعدة بيانات كرة القدم.إي يو (الإنجليزية)
- ستيغ إنغي بيورنبيي على موقع ناشيونال فوتبول تيمز (الإنجليزية)
- ستيغ إنغي بيورنبيي على موقع Soccerbase.com (لاعب) (الإنجليزية)
- ستيغ إنغي بيورنبيي على موقع عالم كرة القدم.نت (الإنجليزية)